# امل هینریچ
امل هینریچ (انگلیسی: Emel Heinreich؛ زادهٔ ۲۷ ژوئن ۱۹۶۲) هنرپیشه، پدیدآور، و نویسنده اهل ترکیه است.